# Groupe du platine
Pour les articles homonymes, voir MGP et PGM.

Abondance des éléments dans la croute terrestre (échelle logarithmique). Les éléments du groupe du platine sont indiqués en violet (dans la zone jaune).

Les métaux du groupe du platine dits MGP (ou PGM en anglais pour  platinum group metals) regroupent six ou sept éléments chimiques appartenant à la famille des métaux de transition et apparentés dans le tableau périodique : ruthénium 44Ru, rhodium 45Rh, palladium 46Pd, osmium 76Os, iridium 77Ir, platine 78Pt, et, selon les sources, rhénium 75Re.
Les métaux de ce groupe sont rares et caractérisés par des propriétés communes et inhabituelles chez les métaux. Ce sont notamment de puissants catalyseurs et sous certaines formes ils peuvent être toxiques. Pour ces raisons, en 2005, la valeur marchande du palladium était la moitié de celle de l'or, celle du platine le double de la valeur de l'or, et celle du rhodium le triple.

## Histoire
Des alliages naturels de platine ou riches en platine semblent connus depuis l’Antiquité. Bien que difficile à fondre, ce métal a été utilisé par des peuples pré-colombiens. La première référence européenne au platine date de  1557 dans les écrits de l'humaniste italien Jules César Scaliger (1484 - 1558) qui décrit un mystérieux métal trouvé dans les mines d'Amérique centrale entre Darién (Panama) et Mexico (« jusqu'à maintenant impossible à fondre par l'un des quelconques arts espagnols de la fonderie » précisait-il). Les Espagnols ont nommé ce métal platine (ou « petit argent ») lorsqu’ils l’ont découvert en Colombie, le considérant dans un premier temps comme une impureté indésirable du minerai d’argent. Au cours du XXe siècle, l'usage des MGP s'est développé (catalyseur, industrie automobile en général, électronique, dentisterie, joaillerie, industrie verrière, industrie chimique et pétrolière, industrie électrique et électronique, puis secteur des piles à combustibles).
Depuis la fin du XXe siècle, la demande industrielle de certains MGP excède l'offre, ce qui explique une augmentation forte et assez régulière des prix de 1999 à 2005. Les producteurs sont essentiellement situés en Afrique du Sud et Russie mais les États-Unis et Canada sont respectivement en 3e et 4e position. Les industries les plus consommatrices de MGP semblent être l'Amérique du Nord, le Japon, l'Europe et la Chine. Le développement encouragé par les États-Unis notamment d'une pile à combustible adaptée au transport routier va encore tendre le marché du platine qui dépendait déjà dans les années 2005 à 80 % de l'Afrique du Sud. La pression sur la ressource peut se traduire par des exploitations minières moins soucieuses que d'autres du respect de l'environnement.
Face au risque de pénurie, des progrès techniques ont permis - à service égal - de réduire les quantités de platine ; il tend notamment à être remplacé par du palladium dans les pots catalytiques pour essence et les catalyseurs pour moteur diesel, mais pour de nombreux usages, on ne lui connaît pas de substitut aussi efficace. La technologie « hydrogène-platine » risque donc d'amplifier le déséquilibre offre-demande pour le platine, alors que le prix du palladium pourrait être plus fluctuant (les producteurs russes ont augmenté leur production en 2003, permettant une diminution de 25 % des prix en 2003 (retour au prix moyen en cours de 1997, 6 ans plus tôt).

## Propriétés
Les métaux de ce groupe sont caractérisés par des propriétés communes et particulières (inertie chimique, puissants catalyseurs, point de fusion élevé, résistance à la corrosion et à l'oxydation à haute température, faible coefficient d'expansion thermique, durabilité mécanique et stabilité thermoélectrique).
Étant donné leurs propriétés, les MGP, souvent trouvés dans les mêmes gisements, servent à de nombreuses applications. Ils sont utilisés pur ou alliés entre eux ou à d'autres éléments. En raison de leurs propriétés ils sont pour certains aussi utilisés comme médicaments, mais sont toxiques sous certaines formes à faibles doses pour de nombreux organismes vivants.

## Configuration électronique
La configuration électronique des éléments du groupe du platine est la suivante :
| Élément chimique | Élément chimique | Élément chimique | Configuration électronique                                     |
| no 44            | Ru               | Ruthénium        | 1s2 2s2 2p6 3s2 3p6 4s2 3d10 4p6 5s1 4d7 (*)                   |
| no 45            | Rh               | Rhodium          | 1s2 2s2 2p6 3s2 3p6 4s2 3d10 4p6 5s1 4d8 (*)                   |
| no 46            | Pd               | Palladium        | 1s2 2s2 2p6 3s2 3p6 4s2 3d10 4p6 4d10 (*)                      |
| no 75            | Re               | Rhénium          | 1s2 2s2 2p6 3s2 3p6 4s2 3d10 4p6 5s2 4d10 5p6 6s2 4f14 5d5     |
| no 76            | Os               | Osmium           | 1s2 2s2 2p6 3s2 3p6 4s2 3d10 4p6 5s2 4d10 5p6 6s2 4f14 5d6     |
| no 77            | Ir               | Iridium          | 1s2 2s2 2p6 3s2 3p6 4s2 3d10 4p6 5s2 4d10 5p6 6s2 4f14 5d7     |
| no 78            | Pt               | Platine          | 1s2 2s2 2p6 3s2 3p6 4s2 3d10 4p6 5s2 4d10 5p6 6s1 4f14 5d9 (*) |
(*) Exceptions à la règle de Klechkowski : ruthénium 44Ru, rhodium 45Rh, palladium 46Pd, platine 78Pt.

## Applications
Les nouvelles technologies, civiles et militaires, dépendent de métaux stratégiques, dont les métaux du groupe du platine font partie. La production de platine en 2004 était prévue à environ 6,1 millions d'onces pour une demande estimée de 6,6 millions d'onces. La Chine ne produit pas de platine mais consomme plus de 20 % de la production mondiale. Le platine est acheté pour l'industrie, mais aussi comme l'or en métal ou bijou, à titre d'investissement ou placement.
Le platine, l’iridium ou des alliages de platine sont utilisés comme matériaux pour la fabrication de creuset destinés à la croissance de monocristaux, en particulier des oxydes. L'industrie chimique utilise une grande quantité de platine ou d’alliage platine-rhodium sous la forme de gaze métallique pour catalyser l’oxydation partielle de l'ammoniac pour produire de l'oxyde nitrique, matière première destinée à produire des engrais chimiques, des explosifs, et de l'acide nitrique.
Au cours des dernières années, un certain nombre de métaux du groupe du platine ont pris de l'importance en tant que catalyseurs dans la chimie organique de synthèse.
Le dioxyde de ruthénium est par exemple utilisé comme revêtement d’anodes de titane dimensionnellement stables (autrefois les anodes fondaient au fur et à mesure de leur utilisation) utilisées pour la production de chlore et de soude caustique.
Le platine est utilisé comme catalyseur par l’industrie pétrolière (raffinage, recyclage et divers procédés de production d'essence à haut indice d'octane et pour la production de composés aromatiques pour l’industrie pétrochimique.
Depuis 1979, l’industrie automobile est devenu le premier consommateur de métaux du groupe du platine. Le palladium, le platine et le rhodium ont été utilisés comme catalyseur d'oxydation dans le pot catalytique de plus en plus imposé pour traiter les gaz d'échappement des voitures. En effet, il est obligatoire depuis 1993 d’équiper les voitures de pots catalytiques qui permettent la réduction d’émissions de gaz toxiques.
Une vaste gamme d’alliages de métaux du groupe platine sont utilisés pour produire des éléments de contacts de circuits à basse tension et à faible énergie, ou pour produire des films et pellicules ultra-fins pour les thermocouples, des électrodes et divers composants électroniques.

## Impacts sanitaires et environnementaux
Ces métaux contribuent au bénéfice de techniques moins polluantes, mais ils sont toxiques sous certaines formes et parfois à très faible dose (par exemple, le tétroxyde d'osmium est extrêmement toxique à des concentrations infimes dans l'air ; 10−7 g/m3 suffisent à causer la congestion des poumons et des dommages sur la peau et aux yeux). Cette famille de métaux tend à être de plus en plus présente et à s'accumuler dans l'environnement dans lequel ils pourraient peut-être finir par avoir des effets significatifs.
Le risque d’une future pollution croissante de l’environnement par les MGP a préoccupé certaines autorités environnementales dès les années 1990.
Au Royaume-Uni, un rapport a été commandé en 1994 par le gouvernement à IC Consultants Ltd sur d’éventuels effets sur la santé des métaux perdus par les pots catalytiques. Dans le rapport rendu en 1995, les auteurs reconnaissaient déjà que peu après la mise en circulation des premiers pots catalytiques, des catalyseurs étaient effectivement perdus par ces pots, en quantité mesurable et significative, et surtout sous forme de platine métallique dispersé en fines particules (à cette époque, on savait pas quantifier la part de micro et nanoparticules). Les auteurs de ce rapport ont en 1995, sur la base des données disponibles à cette époque, estimé qu’à ces doses, le platine et le palladium n’étaient pas toxiques pour l’humain, la concentration de tous les sels de platine de ces émissions restant très inférieure aux limites recommandées pour l’exposition professionnelle. Ce rapport confirmait aussi que les taux détectables d'EGP présents dans les sols et la poussière prélevée sur le bord de routes étaient bien corrélés avec le trafic routier, ce qui signifie que ces métaux n’ont pas pour origine l’industrie lourde ou chimique.
Les auteurs y reconnaissent aussi que ce platine routier, et le palladium pouvaient être emportés par l’eau de ruissellement et se retrouver dans les sédiments, ou « pénétrer des plantes et entrer dans la chaîne alimentaire », mais ils estimaient ne pas avoir de preuve que le risque pour la santé humaine soit plus important que celui d’être exposé aux taux de plomb, d'oxydes d'azote, d'hydrocarbures et de monoxyde de carbone qui existeraient sans les pots catalytiques. Ils recommandaient cependant d’effectuer davantage de recherche sur les effets à long terme des émissions de platine en raison du nombre croissant de pots catalytique.
Des conclusions semblables émanaient d’une commission précédente (également au Royaume-Uni) sur les risques pour la santé demandée par une commission médicale gouvernementale sur les effets de ces polluants potentiels en 1994.
Dix ans après ces deux rapports, les taux de platine et de MGP ont continué à croître dans l’environnement, et l’on mesure toujours mal leurs éventuels impacts écologiques ou sanitaires, mais une étude a montré que sous forme de micro ou nanoparticules, ces métaux étaient emportés très loin de leurs points d'émission. Le platine en particulier est en forte augmentation dans les glaces superficielles du pôle nord (Voir article sur les pots catalytiques et sur le Platine).
Le risque peut-être lié à la toxicité intrinsèque de ces métaux (vis-à-vis de l'ADN notamment), mais aussi à leurs capacités de catalyseurs. Les nanoparticules de platine par exemple induisent la transformation de l'ammoniac en acide nitrique, lequel peut favoriser la recirculation de métaux lourds dans les eaux, le sol ou les sédiments puis leur bioaccumulation, ou accentuer l'allergénicité de pollens dont la cuticule aurait été attaquée par cet acide. La recherche publique et publiée ne semble pas avoir beaucoup travaillé cette question.

## Gisements, minerais
Les grands gisements se sont formés dans un contexte magmatique ultrabasique, où les platinoïdes sont souvent associés à l’or, au nickel ou au cuivre, ce qui explique que les platinoïdes sont souvent des sous-produits de mines de Cu-Ni (par exemple à Noril'sk (Sibérie) ou à Sudbury (Canada) ou d'autres métaux.
L'USGS a estimé à environ 80 000 t le stock mondial exploitable de platinoïdes, mais au rythme actuel, les réserves mondiales, devraient être épuisées dans environ 200 ans. Des tensions sont possibles dans le futur car ces métaux risquent de manquer et de coûter très cher, et 89 % des réserves mondiales connues sont situées dans la seule Afrique du Sud.
Environ 71 200 tonnes sont dans des gisements encore non exploités, à 90 % sud-africain (complexe igné du Bushveld, où le taux de platine avoisine en moyenne 5 g/t). D'autres gisements importants sont ceux de Stillwater (Montana) et de Lac des Îles en Ontario (Canada).
Platine
L’arséniure de platine, PtAs2 (ou sperrylite) peut être utilisée comme minerai pour en extraire le platine. Un alliage naturel platine-iridium (ou platiniridium) est trouvé dans un minéral naturel, la coopérite qui est en fait un sulfure de platine (PtS). Le platine est parfois trouvé à l’état natif, alors souvent accompagné de faibles quantités d’autres métaux du groupe du platine dans certaines alluvions et placers en Colombie, Ontario, Oural (complexe de Nizhny Tagil), en Inde (complexe basique de Baula-Nuasahi) et dans certains États de l’Ouest des États-Unis.
Pour des raisons de coûts, il est produit commercialement comme sous-produit du traitement du minerai de nickel. Il n’y représente que deux parties par million, mais les tonnages très importants de minerai traité permettent d’en tirer des quantités significatives, qui se vendent très cher. L’Afrique du Sud qui dispose de vastes gisements de platine dans le Merensky Reef du complexe igné du Bushveld, est le premier grand producteur mondial de platine, suivi par la fédération de Russie.
Osmium
L'osmium natif existe en très faible quantité. L’Iridiosmium est un alliage naturel d'iridium et d'osmium trouvé dans certains sables de rivière de l’Oural et d’Amérique du Nord et du Sud. Des traces d’osmium existent également dans des minerais de nickel (ex à Sudbury en Ontario où l’on trouve aussi d'autres métaux du groupe du platine. Le pourcentage d’osmium dans le minerai est infime, mais le grand volume de minerai de nickel traité rend possible la récupération commerciale de l’osmium.
Iridium
On trouve de l’iridium natif métallique, avec du platine et d'autres métaux du groupe du platine, dans certaines alluvions. Des alliages naturels d'iridium-osmium existent, également récupérés commercialement comme sous-produit de l'extraction et du traitement du nickel.
Ruthénium
Le ruthénium existe rarement à l'état natif. Mais l'élément est généralement trouvé combiné dans les minerais avec les autres métaux du groupe du platine dans l'Oural et dans le Nord et le sud de l'Amérique. Les quantités sont très faibles mais commercialement exploitées étant donné la valeur croissante de ce métal. On en trouve aussi dans la pentlandite extraites dans la région de Sudbury (Ontario) et dans les gisements pyroxénitiques d’Afrique du Sud. Le ruthénium est commercialement isolés par le biais d'un processus chimique complexe utilisant l’hydrogène comme réducteur pour produire une poudre éventuellement consolidée par métallurgie, ou par des techniques inspirée de la soudure à l'arc avec argon.
Rhodium
Le rhodium natif n'est pas inconnu. Mais l'extraction industrielle est complexe en raison du fait que cet élément métal est communément combiné et mélangé dans le minerai avec d’autres tels que le palladium, l’argent, le platine, et l’or. Il est trouvé dans les minerais de platine dont on l’extrait sous forme d’un métal blanc inerte particulièrement difficile à fondre.
Cet élément est principalement connu dans des sables de rivière de l'Oural, du Nord et du sud de l'Amérique, mais aussi des sulfures de cuivre et de nickel de la zone minière du bassin de Sudbury en Ontario. Il n’y est présent qu’en très faible proportion, mais les tonnages considérables de minerai de nickel traité rendent la récupération du rhodium d’autant plus rentable que son prix a beaucoup augmenté pour faire face à la demande croissante de catalyseurs (pour les pots d’échappement notamment). On en produit de 7 à  8 tonnes par an dans le monde.
Palladium
Du palladium peut être trouvé natif ou en alliage naturel avec le platine et l’or et d’autres métaux du groupe du platine dans certains placers de l'Oural, d’Australie, d’Éthiopie et d'Amérique du Nord et du sud. Cependant, sa production n’est commercialement rentable qu’à partir de dépôts de nickel-cuivre trouvés en Afrique du Sud et en Ontario. C’est ici encore l'énorme volume de minerai de nickel et de cuivre traité qui rend cette extraction rentable en dépit des taux infimes de palladium présents dans ces minerais.